# Route nationale 801b
Die N801B war eine französische Nationalstraße, die schon 1858 als Seitenast der N13 festgelegt wurde. Sie verlief bis Tourlaville gemeinsam mit dem Ast zum Fort des Flamands und zweigte dann zum Mare de Tourlaville ab. 1933 wurde sie aber erst Nummeriert und dabei als N801B bezeichnet. 1971 wurde sie zur Kommunalstraße.